# Lijst van Nederlandse ministers van Algemene Zaken
De minister van Algemene Zaken staat aan het hoofd van het ministerie van Algemene Zaken. Dit ministerie bestaat sinds 1937, met een onderbreking tussen 1945 en 1947. De minister van Algemene Zaken van het kabinet is gewoonlijk ook minister-president van Nederland; de enige uitzondering hierop was Hendrik van Boeijen, lid van de kabinetten in ballingschap in Londen (1940-1945).

## Bewindslieden sinds 1937
Sinds 1937 hebben onderstaande personen dit ambt in Nederland vervuld:
| Kabinet                                                                                           | Periode    | Algemene Zaken                            | Algemene Zaken                            | Algemene Zaken                            | Algemene Zaken                            | Partij | Partij |
| ------------------------------------------------------------------------------------------------- | ---------- | ----------------------------------------- | ----------------------------------------- | ----------------------------------------- | ----------------------------------------- | ------ | ------ |
| kabinet-Colijn IV                                                                                 | 1937-1939  | Hendrikus Colijn                          | Hendrikus Colijn                          | Hendrikus Colijn                          | Hendrikus Colijn                          |        | ARP    |
| kabinet-Colijn V                                                                                  | 1939       | Hendrikus Colijn                          | Hendrikus Colijn                          | Hendrikus Colijn                          | Hendrikus Colijn                          |        | ARP    |
| kabinet-De Geer II                                                                                | 1939-1940  | Dirk Jan de Geer (wnd.)                   | Dirk Jan de Geer (wnd.)                   | Dirk Jan de Geer (wnd.)                   | Dirk Jan de Geer (wnd.)                   |        | CHU    |
| kabinet-Gerbrandy I                                                                               | 1940-1941  | Hendrik van Boeijen                       | Hendrik van Boeijen                       | Hendrik van Boeijen                       | Hendrik van Boeijen                       |        | CHU    |
| kabinet-Gerbrandy II                                                                              | 1941-1945  | Hendrik van Boeijen                       | Hendrik van Boeijen                       | Hendrik van Boeijen                       | Hendrik van Boeijen                       |        | CHU    |
| Vanaf 1942 minister van Algemene Zaken en minister van Algemene Oorlogvoering van het Koninkrijk. |            |                                           |                                           |                                           |                                           |        |        |
| Kabinet                                                                                           | Periode    | Algemene Zaken                            | Partij                                    | Partij                                    | Algemene Oorlogvoering van het Koninkrijk | Partij | Partij |
| kabinet-Gerbrandy II                                                                              | 1941-1945  | Hendrik van Boeijen                       |                                           | CHU                                       | Pieter Sjoerds Gerbrandy                  |        | ARP    |
| kabinet-Gerbrandy III                                                                             | 1945       | Hendrik van Boeijen                       |                                           | CHU                                       | Pieter Sjoerds Gerbrandy                  |        | ARP    |
| Ministerie van Algemene Zaken opgeheven in 1945.                                                  |            |                                           |                                           |                                           |                                           |        |        |
| Kabinet                                                                                           | Periode    | Algemene Oorlogvoering van het Koninkrijk | Algemene Oorlogvoering van het Koninkrijk | Algemene Oorlogvoering van het Koninkrijk | Algemene Oorlogvoering van het Koninkrijk | Partij | Partij |
| kabinet-Schermerhorn-Drees                                                                        | 1945-1946  | Wim Schermerhorn                          | Wim Schermerhorn                          | Wim Schermerhorn                          | Wim Schermerhorn                          |        | VDB    |
| kabinet-Schermerhorn-Drees                                                                        | 1945-1946  | Wim Schermerhorn                          | Wim Schermerhorn                          | Wim Schermerhorn                          | Wim Schermerhorn                          | PvdA   |        |
| Ministerie van Algemene Oorlogvoering van het Koninkrijk opgeheven in 1946.                       |            |                                           |                                           |                                           |                                           |        |        |
| Vanaf 1947 minister van Algemene Zaken.                                                           |            |                                           |                                           |                                           |                                           |        |        |
| Kabinet                                                                                           | Periode    | Algemene Zaken                            | Algemene Zaken                            | Algemene Zaken                            | Algemene Zaken                            | Partij | Partij |
| kabinet-Beel I                                                                                    | 1946-1948  | Louis Beel                                | Louis Beel                                | Louis Beel                                | Louis Beel                                |        | KVP    |
| kabinet-Drees-Van Schaik                                                                          | 1948-1951  | Willem Drees                              | Willem Drees                              | Willem Drees                              | Willem Drees                              |        | PvdA   |
| kabinet-Drees I                                                                                   | 1951-1952  | Willem Drees                              | Willem Drees                              | Willem Drees                              | Willem Drees                              |        | PvdA   |
| kabinet-Drees II                                                                                  | 1952-1956  | Willem Drees                              | Willem Drees                              | Willem Drees                              | Willem Drees                              |        | PvdA   |
| kabinet-Drees III                                                                                 | 1956-1958  | Willem Drees                              | Willem Drees                              | Willem Drees                              | Willem Drees                              |        | PvdA   |
| kabinet-Beel II                                                                                   | 1958-1959  | Louis Beel                                | Louis Beel                                | Louis Beel                                | Louis Beel                                |        | KVP    |
| kabinet-De Quay                                                                                   | 1959-1963  | Jan de Quay                               | Jan de Quay                               | Jan de Quay                               | Jan de Quay                               |        | KVP    |
| kabinet-Marijnen                                                                                  | 1963-1965  | Victor Marijnen                           | Victor Marijnen                           | Victor Marijnen                           | Victor Marijnen                           |        | KVP    |
| kabinet-Cals                                                                                      | 1965-1966  | Jo Cals                                   | Jo Cals                                   | Jo Cals                                   | Jo Cals                                   |        | KVP    |
| kabinet-Zijlstra                                                                                  | 1966-1967  | Jelle Zijlstra                            | Jelle Zijlstra                            | Jelle Zijlstra                            | Jelle Zijlstra                            |        | ARP    |
| kabinet-De Jong                                                                                   | 1967-1971  | Piet de Jong                              | Piet de Jong                              | Piet de Jong                              | Piet de Jong                              |        | KVP    |
| kabinet-Biesheuvel I                                                                              | 1971-1972  | Barend Biesheuvel                         | Barend Biesheuvel                         | Barend Biesheuvel                         | Barend Biesheuvel                         |        | ARP    |
| kabinet-Biesheuvel II                                                                             | 1972-1973  | Barend Biesheuvel                         | Barend Biesheuvel                         | Barend Biesheuvel                         | Barend Biesheuvel                         |        | ARP    |
| kabinet-Den Uyl                                                                                   | 1973-1977  | Joop den Uyl                              | Joop den Uyl                              | Joop den Uyl                              | Joop den Uyl                              |        | PvdA   |
| kabinet-Van Agt I                                                                                 | 1977-1981  | Dries van Agt                             | Dries van Agt                             | Dries van Agt                             | Dries van Agt                             |        | CDA    |
| kabinet-Van Agt II                                                                                | 1981-1982  | Dries van Agt                             | Dries van Agt                             | Dries van Agt                             | Dries van Agt                             |        | CDA    |
| kabinet-Van Agt III                                                                               | 1982       | Dries van Agt                             | Dries van Agt                             | Dries van Agt                             | Dries van Agt                             |        | CDA    |
| kabinet-Lubbers I                                                                                 | 1982-1986  | Ruud Lubbers                              | Ruud Lubbers                              | Ruud Lubbers                              | Ruud Lubbers                              |        | CDA    |
| kabinet-Lubbers II                                                                                | 1986-1989  | Ruud Lubbers                              | Ruud Lubbers                              | Ruud Lubbers                              | Ruud Lubbers                              |        | CDA    |
| kabinet-Lubbers III                                                                               | 1989-1994  | Ruud Lubbers                              | Ruud Lubbers                              | Ruud Lubbers                              | Ruud Lubbers                              |        | CDA    |
| kabinet-Kok I                                                                                     | 1994-1998  | Wim Kok                                   | Wim Kok                                   | Wim Kok                                   | Wim Kok                                   |        | PvdA   |
| kabinet-Kok II                                                                                    | 1998-2002  | Wim Kok                                   | Wim Kok                                   | Wim Kok                                   | Wim Kok                                   |        | PvdA   |
| kabinet-Balkenende I                                                                              | 2002-2003  | Jan Peter Balkenende                      | Jan Peter Balkenende                      | Jan Peter Balkenende                      | Jan Peter Balkenende                      |        | CDA    |
| kabinet-Balkenende II                                                                             | 2003-2006  | Jan Peter Balkenende                      | Jan Peter Balkenende                      | Jan Peter Balkenende                      | Jan Peter Balkenende                      |        | CDA    |
| kabinet-Balkenende III                                                                            | 2006-2007  | Jan Peter Balkenende                      | Jan Peter Balkenende                      | Jan Peter Balkenende                      | Jan Peter Balkenende                      |        | CDA    |
| kabinet-Balkenende IV                                                                             | 2007-2010  | Jan Peter Balkenende                      | Jan Peter Balkenende                      | Jan Peter Balkenende                      | Jan Peter Balkenende                      |        | CDA    |
| kabinet-Rutte I                                                                                   | 2010-2012  | Mark Rutte                                | Mark Rutte                                | Mark Rutte                                | Mark Rutte                                |        | VVD    |
| kabinet-Rutte II                                                                                  | 2012-2017  | Mark Rutte                                | Mark Rutte                                | Mark Rutte                                | Mark Rutte                                |        | VVD    |
| kabinet-Rutte III                                                                                 | 2017-2022  | Mark Rutte                                | Mark Rutte                                | Mark Rutte                                | Mark Rutte                                |        | VVD    |
| kabinet-Rutte IV                                                                                  | 2022-2024  | Mark Rutte                                | Mark Rutte                                | Mark Rutte                                | Mark Rutte                                |        | VVD    |
| kabinet-Schoof                                                                                    | 2024-heden | Dick Schoof                               | Dick Schoof                               | Dick Schoof                               | Dick Schoof                               |        | O      |

Minister-president · Algemene Zaken · Asiel en Migratie · Binnenlandse Zaken en Koninkrijksrelaties · Buitenlandse Zaken · Defensie · Economische Zaken · Financiën · Infrastructuur en Waterstaat · Justitie · Klimaat en Groene Groei · Landbouw, Visserij, Voedselzekerheid en Natuur · Onderwijs, Cultuur en Wetenschap · Sociale Zaken en Werkgelegenheid · Volksgezondheid, Welzijn en Sport · Volkshuisvesting en Ruimtelijke Ordening · zonder portefeuille

Voormalige ministeries: 

Eredienst